# The Promise (album de Forgotten Tales)
Pour les articles homonymes, voir The Promise.
 (janvier 2024).
Si vous disposez d'ouvrages ou d'articles de référence ou si vous connaissez des sites web de qualité traitant du thème abordé ici, merci de compléter l'article en donnant les références utiles à sa vérifiabilité et en les liant à la section « Notes et références ».
Albums de Forgotten Tales
All The Sinners
(2004)
The Promise est le premier album de Forgotten Tales, sorti en 2001.
Les pièces (sauf l'intro) furent toutes composées par Martin Desharnais (guitare), et les paroles furent écrites par René Pineault, Martin Desharnais et Sonia Pineault.
L'album est divisé en deux : les 6 premières pièces sont indépendantes, et le reste raconte The Tale Of Neeris, l'histoire (divisée en 4 parties) d'une jeune fille prenant sa revanche sur les hommes l'ayant agressée.

## Liste des pièces
1. Intro (1:41)
2. Word of Truth (5:22)
3. Cold Heart (4:52)
4. Far Away (6:03)
5. Gates Beyond Reality (3:57)
6. Sanctuary (4:18)

The Tale Of Neeris
1. Part I: She's Falling (3:58)
2. Part II: Deadly Grasp (4:08)
3. Part III: Endless Dream (5:48)
4. Part IV: The Promise (5:21)